# Jan Boven
Jan Boven (født 28. februar 1972) er en hollandsk tidligere professionel cykelrytter, som cyklede for Rabobank hele sin professionelle karriere fra 1996 indtil han stoppede i 2008.